# USS North Carolina (BB-55)
USS North Carolina (BB-55) – amerykański pancernik z okresu II wojny światowej, okręt prototypowy swojego typu. Uzbrojony w artylerię główną kalibru 406 mm okręt o wyporności standardowej 35 000 ton był pierwszym nowoczesnym amerykańskim pancernikiem zbudowanym po I wojnie światowej.
„North Carolina” została zwodowana 13 czerwca 1940 roku w stoczni New York Naval Shipyard w Nowym Jorku w efekcie programu budowy tzw. szybkich pancerników, i weszła do służby w United States Navy 9 kwietnia 1941 roku. W drugiej połowie 1942 roku okręt wziął udział w kampanii na Wyspach Salomona. W sierpniu 1942 roku „North Carolina” wniosła znaczący wkład w obronę lotniskowca USS „Enterprise” (CV-6) podczas bitwy koło wschodnich Wysp Salomona. Brała następnie udział w walkach o Wyspy Gilberta, o Wyspy Marshalla i na Marianach. Uczestniczyła także w bitwie na Morzu Filipińskim, w inwazji na Okinawę oraz w walkach o Iwo Jimę. We wrześniu 1945 roku pancernik asystował w Zatoce Tokijskiej w ceremonii kapitulacji Japonii.
Wycofany z czynnej służby 27 czerwca 1947 roku, od 1961 roku pełni rolę okrętu-muzeum.

## Geneza i budowa
Decyzję o budowie pierwszych od 20 lat amerykańskich pancerników podjęto w drugiej połowie lat 30., gdy skończyły się przewidziane traktatem waszyngtońskim „wakacje morskie” w budowie okrętów liniowych. Budowane pancerniki wciąż musiały jednak spełniać przewidziane traktatem limity, tj. ich wyporność standardowa nie mogła przekroczyć 35 000 ton standardowych, kaliber ich artylerii głównej nie mógł przekroczyć 406 mm.
W oparciu o wymagania ustalone przez Biuro Okrętów, w latach 1935–1937 opracowano 77 projektów, z których dla nowego pancernika wybrano ostatecznie projekt oznaczony jako „Schemat XVI”, ukończony w sierpniu 1936 roku. Ustalono w nim aranżację trzech poczwórnych wież z działami kalibru 14 cali (356 mm), dwóch w przedniej części okrętu i jednej w części rufowej, z dużym pojedynczym kominem w dużej odległości od przedniego masztu na nadbudówce. Urządzenia napędowe zostały rozdzielone między cztery przedziały, z dwoma pomieszczeniami kotłów i dwoma siłowniami.

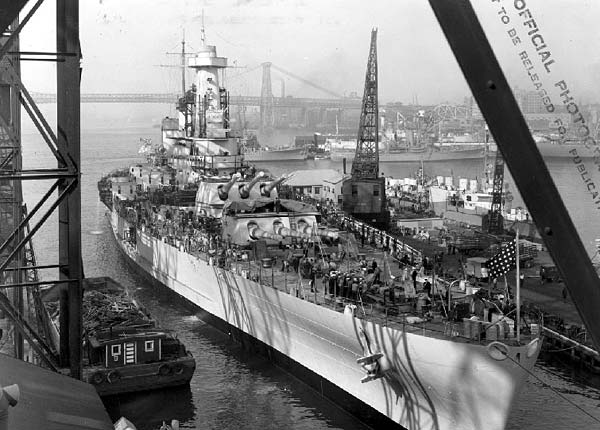
„North Carolina” w trakcie wyposażania 17 kwietnia 1941 roku

Rzeczywisty projekt zastosowany przy zawarciu kontraktów na budowę odbiegał w kilku znaczących aspektach od ostatecznego projektu wstępnego, m.in. przez zastosowanie dwóch kotłów i jednej turbiny z przekładniami w każdym z czterech przedziałów, redukując przez to liczbę otworów w grodziach wodoszczelnych otaczających te pomieszczenia. Te zmiany doprowadziły do zastosowania dwóch zamiast jednego komina. Zwiększono liczbę dział artylerii pomocniczej do 10 podwójnych wież dział 127 mm L/38 (5" /38 Mk 12). Zwiększeniu do 15° uległ też kąt nachylenia pancerza kadłuba. Ostateczną wersję projektu XVI-C do kontraktu produkcyjnego zatwierdzono 4 maja 1937 roku.
Kontrakt na budowę pierwszego okrętu zawarto ze stocznią New York Navy Yard w Nowym Jorku, która wygrała przetarg na budowę jednostki, oferując cenę 37,2 mln dolarów bez uwzględnienia kosztów pancerza i uzbrojenia. O rozpoczęciu budowy „North Caroliny” i – w Filadelfii – jej siostrzanego USS „Washington” (BB-56), osobiście poinformował prezydent Stanów Zjednoczonych Franklin Delano Roosevelt. W stoczni konieczne było jednak przedłużenie i wzmocnienie istniejącego doku konstrukcyjnego, co było jednym z czynników wpływających na opóźnienie budowy.
27 października 1937 roku, w brooklińskiej stoczni położono stępkę pod USS „North Carolina” (BB-55) – pierwszy od dwudziestu lat pancernik budowany w Stanach Zjednoczonych. Już po położeniu stępki, pod wpływem odmowy podpisania ograniczającego zbrojenia drugiego traktatu londyńskiego przez Japonię, a także faktu że Niemcy, Francja i Włochy budowały pancerniki z działami kalibru 380 mm, w listopadzie 1937 roku marynarka uzyskała zgodę na instalację dział 16-calowych (406 mm), zamiast zatwierdzonych wcześniej dział 356 mm. Nie bez znaczenia było także, że według danych wywiadowczych na swoich nowych pancernikach Japonia zamierzała instalować działa 406 mm.
„North Carolina” została zwodowana 13 czerwca 1940 roku i po wyposażeniu przyjęta do służby w United States Navy 9 kwietnia 1941 roku.

## Konstrukcja
Zaliczana do generacji szybkich pancerników, USS „North Carolina” (BB-55) miała w dniu wejścia do służby zgodną z traktatami wyporność standardową 35 000 ton, skutkiem jednak instalacji dodatkowego wyposażenia już w 1942 roku jej wyporność standardowa wzrosła do 36 600 ton, wyporność pełna do 44 800 ton, natomiast w roku 1945 wyporność pełna „North Caroliny” sięgnęła 46 700 ton. Długość całkowita okrętu wynosiła 222,11 metra, wodnica miała długość 217,51 metra. Szerokość jednostki na linii wodnej wynosiła 31,85 metra, maksymalna szerokość 33,02 metra, zanurzenie maksymalne 10,82 metra. Wysokość wolnej burty wynosiła 8,94 metra na dziobie i 5,89 metra na rufie. Dokonywane w okręcie podczas wojny zmiany wpływały także na liczebność załogi. Przewidziany w projekcie na 1880 osób, w 1945 roku okręt zaopatrywany był dla 2339 członków załogi, w momencie zakończenia służby w 1947 roku załoga „North Caroliny” liczyła 1774 osób.

### Uzbrojenie
|             | 40 mm L/50 | 1.1" L/75 | 20 mm L/70 | 12,7 mm |
| ----------- | ---------- | --------- | ---------- | ------- |
| (kwi. 1941) | brak       | 16        | brak       | 12      |
| (gru. 1941) | brak       | 16        | 40         | 12      |
| (cze. 1942) | brak       | 16        | 40         | 28      |
| (gru. 1944) | 60         | brak      | 48         | brak    |
| (cze. 1945) | 60         | brak      | 36         | brak    |

Artylerię okrętu w dniu wejścia do służby tworzyło dziewięć dział 406 mm Mark 6, o długości lufy wynoszącej 45 kalibrów, rozmieszczonych w dwóch potrójnych wieżach w superpozycji w przed nadbudówką i jednej wieży w rufowej części okrętu. Artyleria główna uzupełniana była przez dwadzieścia dział uniwersalnych kalibru 127 mm L/38 Mark 12, rozmieszczonych w 10 podwójnych wieżach w śródokręciu po obu stronach nadbudówki, przy czym sześć wież zainstalowanych zostało bezpośrednio na głównym pokładzie na bakburcie i sterburcie, pozostałe zaś cztery na pokładach nadbudówki, po obu jej stronach.

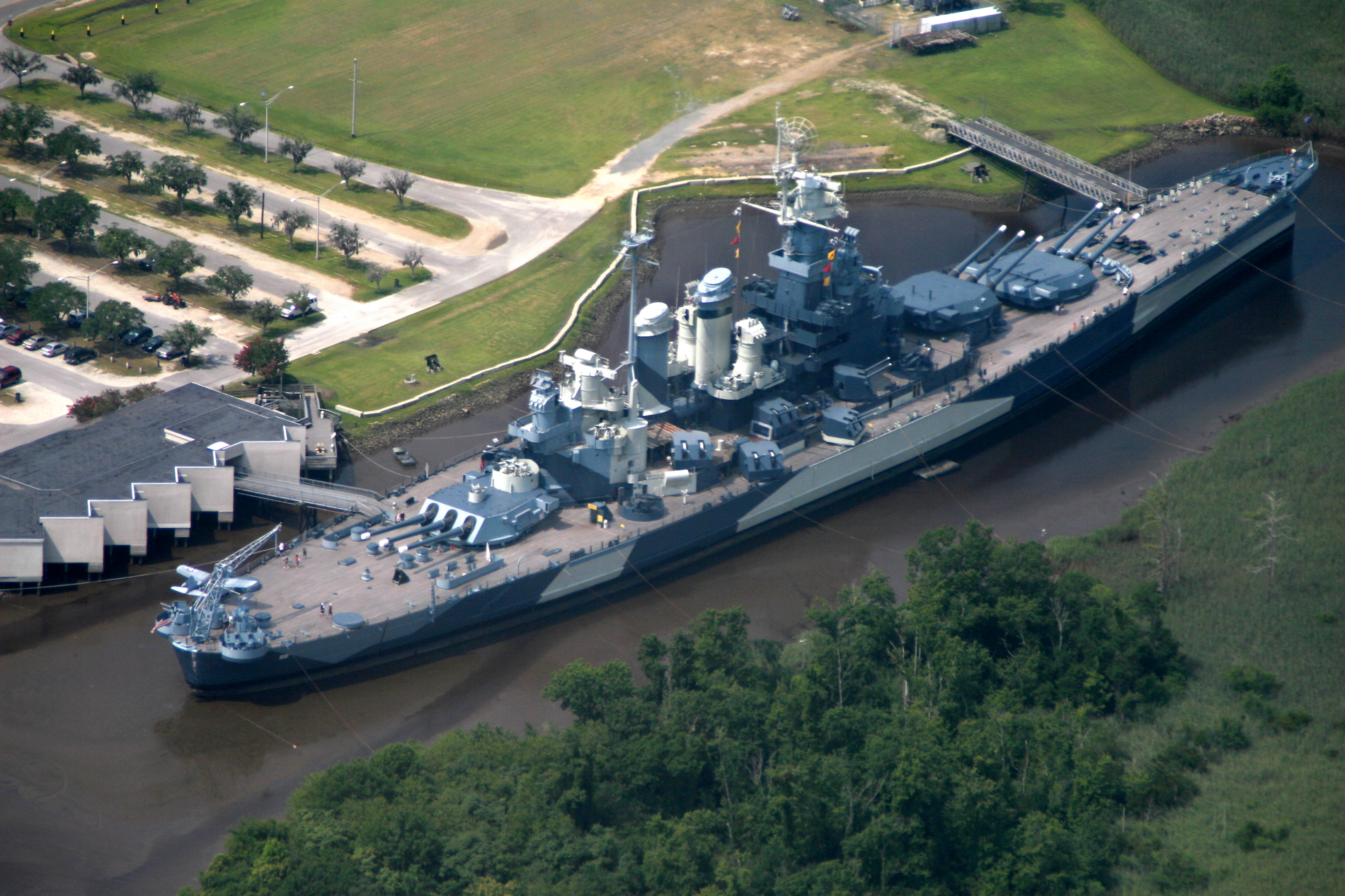
„North Carolina” współcześnie. Widocznie rozmieszczenie dział artylerii głównej w trzech potrójnych wieżach oraz prawoburtowa bateria dział 127 mm w pięciu podwójnych wieżach na sterburcie okrętu obok nadbudówki.

Oryginalnie okręt został wyposażony w baterię 16 działek przeciwlotniczych kalibru 1.1" L/75 (27,94 mm) na czterech poczwórnych podstawach oraz 12 karabinów maszynowych Browning M2 kalibru 12,7 mm. Opracowane i wyprodukowane przez Naval Gun Factory działka 1.1" okazały się jednak bardzo zawodne. Toteż od roku 1942 marynarka zaczęła wymieniać je na produkowane na szwedzkiej licencji po znacznych modyfikacjach, działka Bofors 40 mm L/56 w zestawach poczwórnych. W tym samym czasie, karabiny 12,7 mm (zwane .50-cal) zastępowano 20-milimetrowymi działkami Oerlikon z eksplodującymi pociskami o wadze 122,7 grama. Szybkostrzelność działek Oerlikon wynosiła 450 pocisków na minutę, wystrzeliwanych z prędkością początkową 835 m/s na odległość 4390 metrów. W wyniku stopniowo następującej wymiany, a następnie wzmacniania lekkiej artylerii przeciwlotniczej, na koniec wojny okręt wyposażony był w zupełnie inną i znacznie mocniejszą artylerię przeciwlotniczą.

### Systemy kierowania ogniem
Oryginalnie okręt nie miał radarów, jednak już w roku 1942 zaczął być wyposażany w najnowsze rozwiązania z tego zakresu. Latem 1942 roku „North Carolina” otrzymała radar wysokiej częstotliwości SG. W czasie kampanii na Wyspach Salomona w drugiej połowie 1942 roku, system kierowania ogniem pancerników tego typu oceniany był już jako „ogromny krok naprzód w technologii, o rząd wielkości w stosunku do starych pancerników, nawet po ich modernizacji”. Radary były stale unowocześniane. W roku 1945 „North Carolina” dysponowała już radarem SP, radarem dozoru powietrznego SK-2, systemem kierowania ogniem artylerii głównej Mark 38 z radarem Mark 27 na szycie nadbudówki i radarami Mark 13 umieszczonymi na przelicznikach artyleryjskich, oraz radarami kierowania ogniem artylerii średniej Mk 37 (Mk 12/22/32) i lekkiej (40 mm) Mk 57 i Mark 34. Radary dostarczały dane o celach do czterech umieszczonych poniżej linii wodnej okrętu elektromechanicznych komputerów kierowania ogniem artyleryjskim Mark 8 Rangekeeper i Mark I Fire Control Computer, których funkcją było śledzenie celów, przewidywanie pozycji celów w przyszłości i korekta ognia artyleryjskiego, a także ciągłe obliczanie kierunku skierowania dział oraz ich elewacji kwadrantowej.

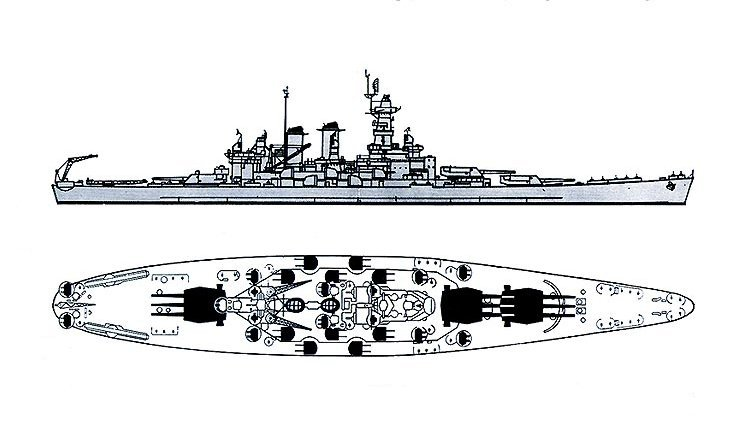
Rzuty „North Caroliny”, widoczne rozmieszczenie dział artylerii głównej i wież 127 mm wokół nadbudówek okrętu

W czasie projektowania okrętów, rozpoznanie i korygowanie ognia z powietrza uważane było za podstawę walki artyleryjskiej na dużych dystansach. Stąd też obydwa okręty przenosiły trzy wodnosamoloty typu Vought OS2U Kingfisher, po jednym na każdej z katapult i jeden przechowywany na pokładzie, jako że poniżej pokładu brak było miejsca na hangar. Samoloty te stanowiły jednak problem; zbyt duże niebezpieczeństwo wiązało się z koniecznością zmniejszenia prędkości na nieprzyjacielskich wodach celem podniesienia z wody samolotu, zgromadzone zaś na pokładzie paliwo lotnicze stwarzało zagrożenie pożarowe. Toteż wprowadzenie na pokłady radarów zmniejszyło rolę korygowania lotniczego ognia artyleryjskiego, a ostatecznie całkowicie je wyeliminowało.

### Opancerzenie i ochrona okrętu
Opancerzenie zostało zaprojektowane do wytrzymania uderzeń pociskami 356 mm o wadze 680 kg. Przeciwko pociskom okręt dysponował strefą odporności zapewniającą ochronę cytadeli z odległości między 17 400 metrów przy uderzeniach pocisków z boku, a 27 400 metrów przy uderzeniach od góry. Natomiast przeciwko ostatecznie wykorzystywanym przez „North Carolinę” działom 406 mm L/45 z pociskami o wadze 1225 kg, strefa odporności chroniła na dystansach od 19 470 do 25 420 metrów. Boczne opancerzenie cytadeli stanowił główny pas pancerny ze stali pancernej o grubości 304 mm, oparty na płytach ze stali STS o grubości 19 mm. Pas nachylony był pod kątem 15° z dolną krawędzią skierowaną do wnętrza okrętu.
„North Carolina” otrzymała znacznie lepsze opancerzenie poziome niż poprzednie amerykańskie okręty tej klasy. Jej górny pokład, którego zadaniem było zainicjowanie zapalników spadających pocisków, opancerzony był stalą o grubości 37 mm, podczas gdy niższe pokłady chronić miały żywotne części okrętów przed skutkami wynikłych stąd eksplozji. Drugi pokład zbudowany był ze stali o grubości 127 mm w osi okrętu, w jego bocznych częściach zaś ze stali 140 mm. Trzeci pokład ze stali pancernej o grubości 16 mm w osi i 19 mm po bokach miał zatrzymać odłamki.
Wieże artylerii głównej chronione były od czoła 406-milimetrowymi płytami pancernymi, z boku płytami o grubości 251 mm, od tyłu - 300 mm, zaś strop miał grubość 178 mm. Pancerz barbety był zmienny i miał grubość od 373 mm od czoła do 406 mm po bokach. Wieże dział uniwersalnych, podobnie jak ich magazyny, chronione były stalą STS o grubości 50 mm.
System biernej ochrony przeciwtorpedowej został zaprojektowany do wytrzymania podwodnej eksplozji ekwiwalentu 317 kilogramów TNT i składał się z dwóch bąbli przeciwtorpedowych umieszczonych na obu burtach oraz pięciu przedziałów. Dwa zewnętrzne, w tym bąbel, tworzyły puste przestrzenie, podczas gdy dwa kolejne wypełnione były płynem.

### Napęd

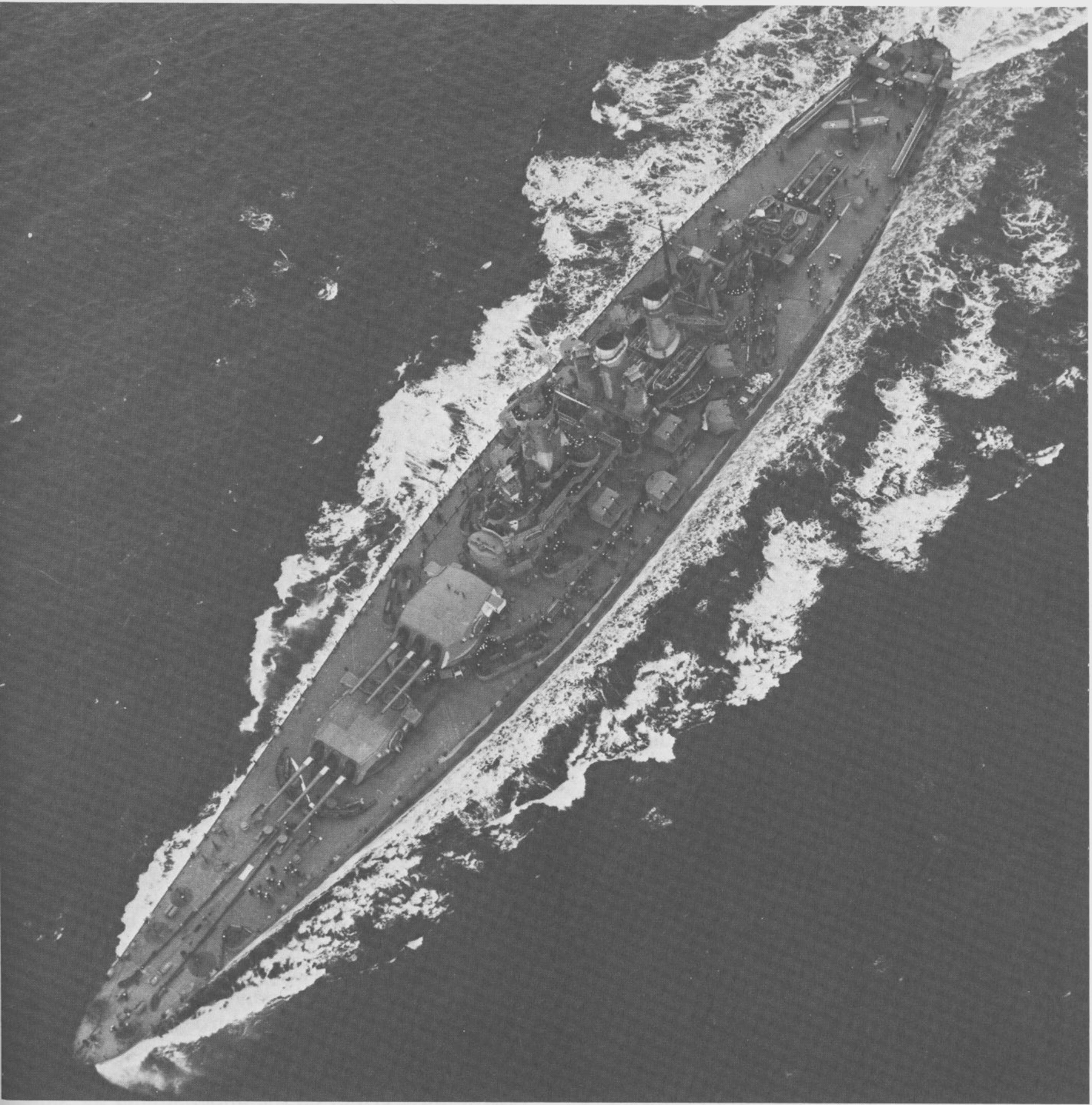
„North Carolina” w kwietniu 1942 roku w niemal oryginalnej jeszcze konfiguracji. Wprowadzone dotąd zmiany obejmowały dodanie działek 20 mm Oerlikon na głównym pokładzie i pokładzie nadbudówki oraz zastąpienie 3,5-metrowego dalmierza na mostku, piątym poczwórnym zestawem działek 1.1"

W systemie napędowym zainstalowano napęd turbinowy z podwójną przekładnią redukcyjną, zapewniający łączną moc na wale 121 000 shp, z ośmioma kotłami Babcock & Wilcox, po dwa kotły w każdej z czterech kotłowni, co umożliwiło całkowicie niezależną od siebie nawzajem pracę z pełną mocą każdego z wałów i śrub. Cztery zastosowane turbiny General Electric z przekładniami zapewniały maksimum 115 000 shp mocy w normalnej pracy, co przekładało się na prędkość 27,5 węzła przy 199 obr./min. Przy przeciążeniu parą na 2 godziny możliwe było uzyskanie mocy na wale 121 000 shp.
Okręty tego typu miały cztery śruby napędowe, w tym dwie czteropłatowe wewnętrzne o średnicy 4,67 metra oraz dwie zewnętrzne o średnicy 5,06 metra. Wyposażone były także w dwa stery o powierzchni 28,1 m², które odchylały się maksymalnie 36,5° w każdą stronę. W 1945 roku „North Carolina” zabierała 7281 ton paliwa, 688 ton paliwa dla silników wysokoprężnych, 22 tony benzyny i 617,7 tony wody pitnej. Tak skonfigurowany system napędowy i zapasy zapewniały jej zasięg 17 450 mil morskich przy prędkości 15 węzłów, bądź 5740 mil morskich przy prędkości 25 węzłów.

## Służba
Zgodnie z ówczesną regułą nazewniczą honorowania stanów Stanów Zjednoczonych nazwami pancerników, pierwszy okręt nowego typu uzyskał swe miano na cześć Karoliny Północnej. USS „North Carolina” (BB-55) został przyjęty do służby 9 kwietnia 1941 roku. Z uwagi na problemy z wibracją, w okresie szkolenia załogi często powracał do stoczni w Nowym Jorku, przez co uzyskał tam przydomek „The Showboat”. Proces szkolenia został zintensyfikowany po japońskim ataku na Pearl Harbor w grudniu 1941 roku; podczas gdy jej okręt siostrzany „Washington” (BB-56) został skierowany pod dowództwo brytyjskie do bazy Scapa Flow, 10 czerwca 1942 roku „North Carolina” przepłynęła Kanał Panamski i weszła w skład amerykańskiej Floty Pacyfiku, aby wspierać operacje na południowym Pacyfiku.

### Kampania na Wyspach Salomona
7 sierpnia 1942 roku amerykańska flota oraz korpus piechoty morskiej lądowaniem na wyspach Guadalcanal i Tulagi rozpoczęły operację Watchtower, dając tym samym początek sześciomiesięcznej kampanii na Wyspach Salomona. W tym czasie „North Carolina” była jedynym okrętem liniowym towarzyszącym lotniskowcom USS „Saratoga” (CV-3), „Enterprise” (CV-6) oraz „Wasp” (CV-7). Szybki pancernik wchodził wówczas w skład eskorty lotniskowca „Enterprise” zapewniającego osłonę zespołowi desantowemu.
24 sierpnia doszło do trzeciej już w tym roku, a pierwszej podczas kampanii na Salomonach bitwy lotniskowców koło wschodnich Wysp Salomona. Przydzielona do Task Force 61 w osłonie „Enterprise” „North Carolina”, za pomocą swojej baterii 102 dział przeciwlotniczych różnych kalibrów, zestrzeliła wówczas do siedmiu japońskich samolotów, tracąc przy tym jednego członka załogi. Sama została jednak również zaatakowana. Pancernik stawiał zaporę ogniową nad odległym o około 2200 metrów lotniskowcem, gdy siedem bombowców nurkujących Aichi D3A Val zaatakowało go od strony obu burt. Atak dwóch grup samolotów z lotniskowców „Shōkaku” i „Zuikaku” nie zakończył się jednak sukcesem, wszystkie japońskie bomby chybiły, a „North Carolina” odniosła niewielkie jedynie uszkodzenia.

#### Storpedowanie

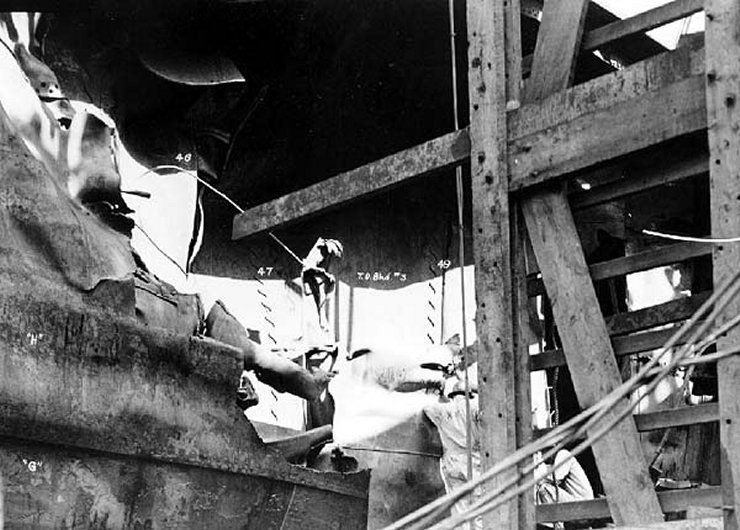
Uszkodzenie kadłuba na bakburcie okrętu, widoczne podczas remontu okrętu w stoczni w Pearl Harbor

Wiedząc, że wszystkie amerykańskie konwoje z zaopatrzeniem muszą przepływać przez obszar między Numeą, Espiritu Santo i Guadalcanalem, admirał Isoroku Yamamoto rozmieścił szereg okrętów podwodnych 150 mil morskich na południowy wschód od wyspy San Cristobal. Z uwagi na dużą liczbę ataków podwodnych w tym obszarze, rejon ten zyskał popularną nazwę Torpedo Junction (Węzeł Torpedowy). 31 sierpnia japoński okręt podwodny I-26 storpedował tu lotniskowiec „Saratoga”, 6 września zrzucona z bombowca Grumman TBF Avenger na ślad torowy torpedy bomba głębinowa, uratowała przed storpedowaniem przybyły właśnie na południowy Pacyfik lotniskowiec USS „Hornet” (CV-80). W połowie września adm. Robert Ghormley wysłał w ten rejon dwa lotniskowce, celem udzielenia wsparcia lotniczego konwojowi dostarczającemu na Guadalcanal 7. pułk 1. Dywizji Marines. Jednym z okrętów eskorty lotniskowców była „North Carolina”. 14 września po południu, 150 mil od San Cristobal japoński okręt podwodny I-19 wystrzelił salwę sześciu torped wz. 95, która uznana została później za „najbardziej dewastującą salwę torpedową II wojny światowej”.
Trzy z wystrzelonych torped trafiły lotniskowiec „Wasp” (CV-8), w najbardziej wrażliwym dla niego momencie – tuż po starcie samolotów, gdy przewody paliwowe pełne jeszcze były paliwa lotniczego, jedna torpeda trafiła niszczyciel „O’Brien”, trzecią ofiarą zaś stał się pancernik „North Carolina”. Torpeda wz. 95 uderzyła w bakburtę okrętu – we wręgi 45–46 – niedaleko wieży nr 1, wyrywając poniżej linii wodnej dziurę o rozmiarach 9,7 na 5,5 metra. Siła eksplozji zniekształciła prowadnicę wieży dział 406 mm, a wdzierająca się do kadłuba woda spowodowała przechył okrętu o 5,5 stopnia. Dzięki szybkiemu zalaniu przez zespoły kontroli uszkodzeń przeciwległych przedziałów na sterburcie, udało się zlikwidować przechył, a wciąż ostro manewrujący w obawie przed kolejnymi torpedami okręt utrzymywał prędkość 25 węzłów. Eksplozja torpedy, oprócz unieruchomienia wieży, nadwyrężyła także dwa pokłady i zabiła pięciu ludzi, raniąc 20 innych.  Mimo ciężkiego uszkodzenia, okręt utrzymywał prędkość 25 węzłów i pozostawał w formacji aż do zmierzchu, gdy odłączył się od niej i popłynął do Tongatapu celem przeprowadzenia prowizorycznych napraw. 21 września „North Carolina” popłynęła do Pearl Harbor, gdzie w suchym doku przeszła trwający do 7 grudnia gruntowny remont, podczas którego zainstalowano dodatkowe uzbrojenie przeciwlotnicze.
Po dokonanych naprawach „North Carolina” bazowała w Numei w Nowej Kaledonii, skąd wykonała kilka rejsów na Salomony, nie wzięła jednak udziału w walkach. W marcu 1943 roku pancernik popłynął do Pearl Harbor celem dokowania i instalacji większej ilości uzbrojenia przeciwlotniczego oraz zmodernizowanego wyposażenia radarowego. Po powrocie do Nowej Kaledonii, przez następne dwa miesiące wykonywał stamtąd rutynowe patrole i brał udział w ćwiczeniach.

### Udział w amerykańskiej ofensywie

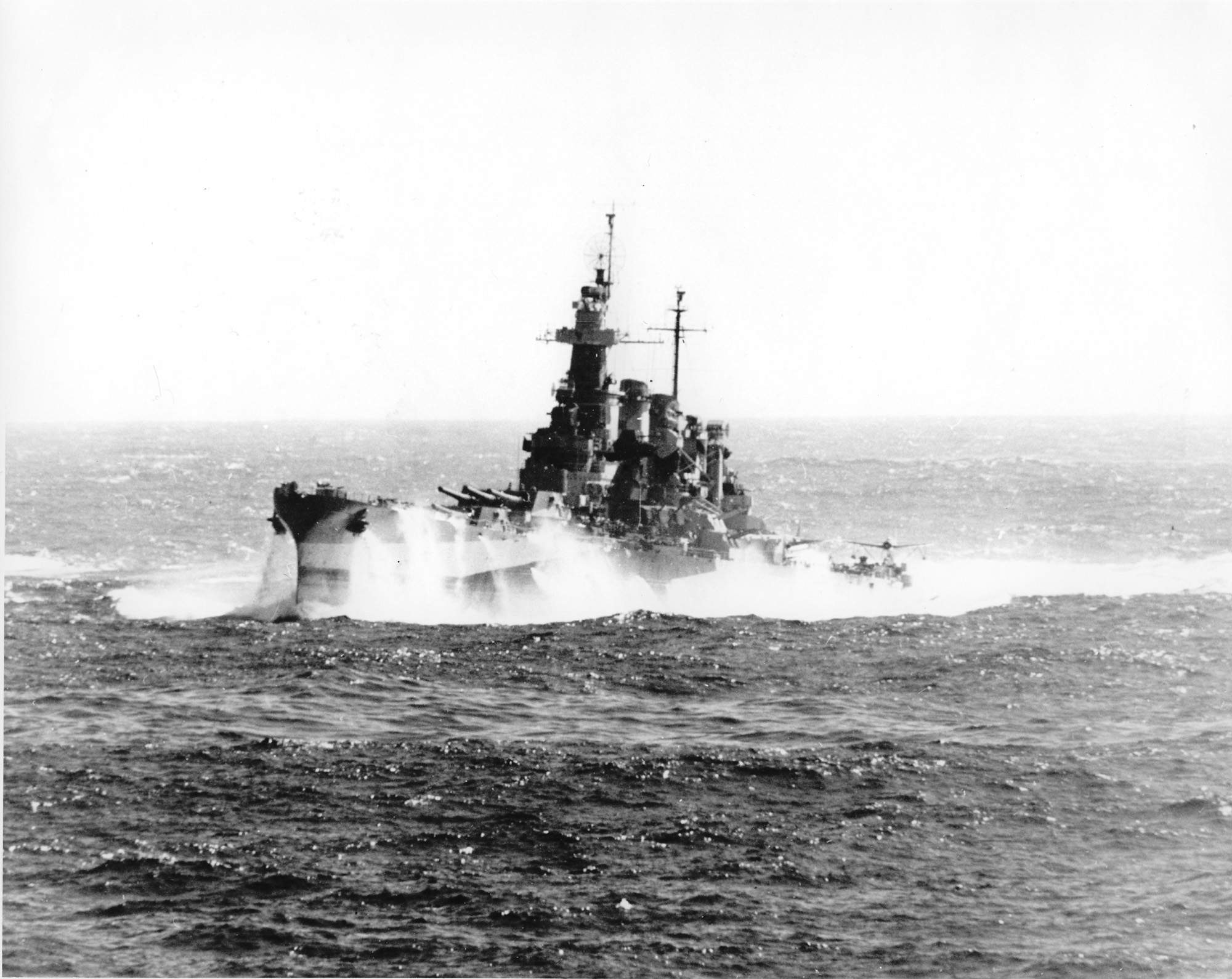
„North Carolina” w grudniu 1944 roku, podczas sztormu w pobliżu Filipin

Od 1 czerwca „North Carolina” wspierała operacje w centralnych Wyspach Salomona i wzdłuż północnego wybrzeża Nowej Gwinei, od 30 czerwca 1943 roku służąc w eskorcie zespołów nowych lotniskowców podczas inwazji na Nową Georgię w trakcie operacji Cartwheel. 15 sierpnia okręt wspierał desant na Vella Lavella, a w listopadzie na Wyspę Bougainville’a. Pancernik opuścił później południowy Pacyfik i dołączył do Task Force 50, celem wzięcia udziału w rozpoczynającej się 20 listopada operacji desantowej na Wyspach Gilberta. W trakcie tej operacji okręt pełnił rolę eskortową, a od 1 do 8 grudnia prowadził ostrzał Nauru.

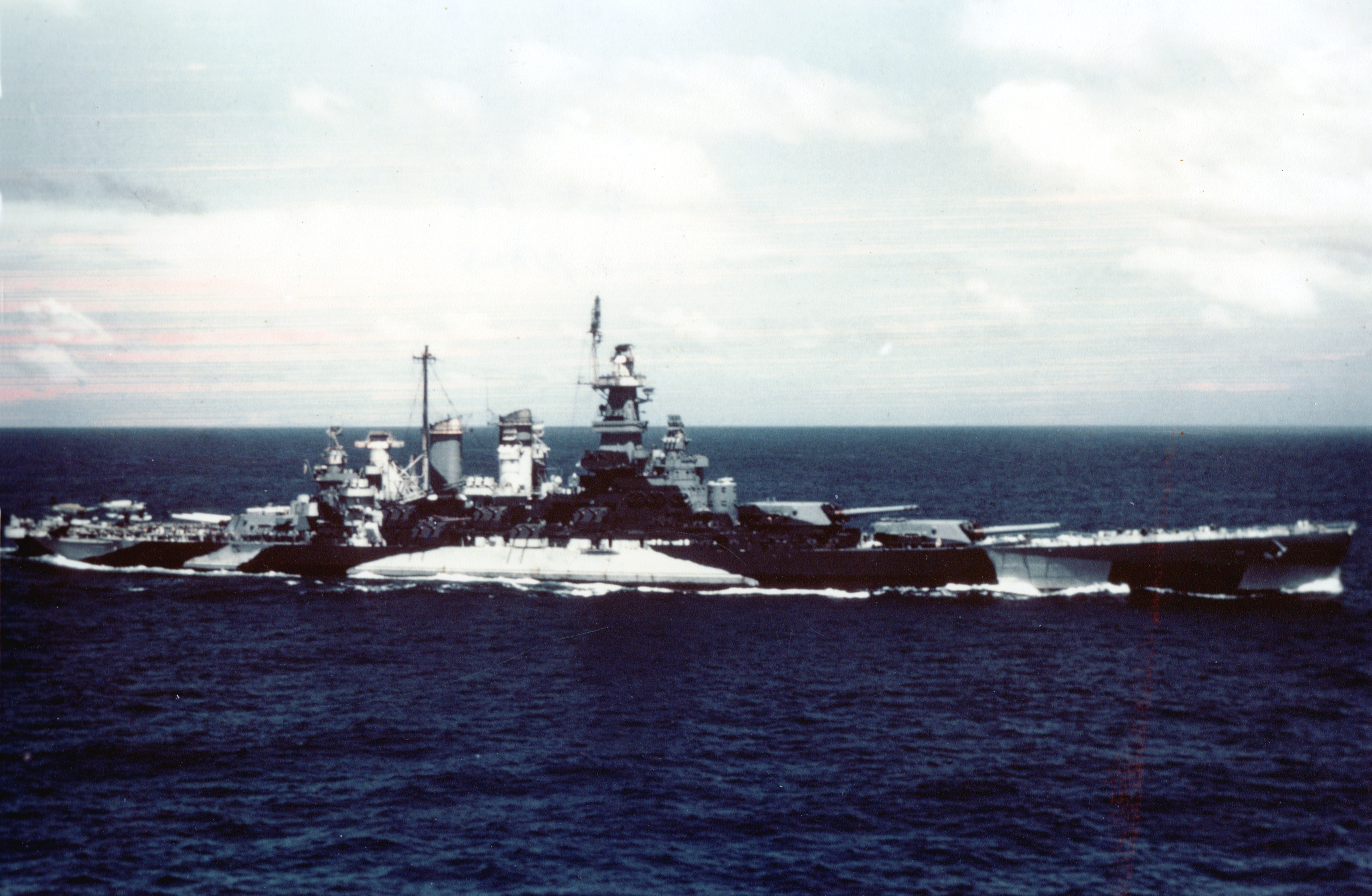
W czasie kampanii na Wyspach Gilberta w 1943 roku

W kwietniu 1944 roku „North Carolina” była okrętem flagowym dowódcy Task Force 58.1 adm. Willisa Lee, w grupie sześciu szybkich pancerników, 13 krążowników i 22 niszczycieli, której zadaniem było wsparcie inwazji Hollandii na Nowej Gwinei w operacji Reckless, przede wszystkim zwabienie do bitwy japońskich okrętów i rozbicie ich, do czego nie doszło. W maju wraz z pancernikami „Iowa”, „New Jersey”, „South Dakota” i „Massachusetts” okręt ostrzeliwał Pohnpei – największą z wysp na Karolinach. Okręt udał się później do Pearl Harbor celem dokonania drobnych napraw steru, które zostały ukończone 24 maja.
13 i 14 czerwca „North Carolina” ostrzeliwała Saipan i Tinian, od 19 do 24 czerwca uczestniczyła w bitwie na Morzu Filipińskim, a 25 czerwca wzięła udział w atakach na Guam. Z uwagi na problemy techniczne z wałem napędowym, okręt musiał popłynąć na Zachodnie Wybrzeże, aby w stoczni Puget Sound przejść połączony z renowacją remont, który został ukończony 30 września. Okręt wznowił działalność operacyjną 4 listopada.
Od 19 lutego 1945 roku wraz z 7. Flotą „North Carolina” prowadziła czterodniowe bombardowanie Iwo Jimy podczas bitwy o tę wyspę aż do wyczerpania amunicji. Po jej uzupełnieniu, 14 marca wypłynęła z Ulithi z zespołem lotniskowców celem rozpoczęciom pierwszych ataków na Okinawę. Od 24 marca prowadziła dywersyjne bombardowanie południowo-wschodniego brzegu Okinawy. Po rozpoczęciu inwazji na Okinawę wspierała swoim ostrzałem amerykańskie wojska desantowe. 19 kwietnia 1945 roku wraz z „South Dakotą” i „Washingtonem” prowadziła m.in. bombardowanie dowództwa japońskiej 32. Armii w Naha na Okinawie,
6 kwietnia, podczas odpierania nieprzyjacielskiego ataku, przypadkowy amerykański pocisk 127 mm trafił w podstawę przelicznika artyleryjskiego wieży nr 2 dział 127 mm „North Caroliny”. W wyniku bratobójczego strzału zginęło 3 marynarzy pancernika, 44 zostało rannych. Po odniesieniu niewielkich uszkodzeń okręt udał się celem przeprowadzenia napraw do Pearl Harbor, po czym w lipcu wraz z innymi amerykańskimi i brytyjskimi pancernikami prowadził ostrzał macierzystych Wysp Japońskich, bombardując zakłady Hitachi 100 km od Tokio. 15 sierpnia wstrzymane zostały wszelkie operacje ofensywne przeciw Japonii, zaś „North Carolina” zakotwiczyła w Zatoce Tokijskiej, gdzie 2 września asystowała w ceremonii kapitulacji Japonii. 17 października 1945 roku przybiła do nabrzeża w Bostonie.

## Podsumowanie
W trakcie swojej bojowej działalności operacyjnej USS „North Carolina” (BB-55) przepłynęła 307 000 mil morskich. Nie wzięła wprawdzie – jak jej bliźniaczy „Washington” – udziału w bezpośredniej walce artyleryjskiej z japońskimi okrętami liniowymi, brała udział w dziewięciu bombardowaniach obszarów pod kontrolą japońską i zestrzeliła 24 nieprzyjacielskie samoloty. Mimo rozpoczynającej się właśnie zimnej wojny, w ramach powojennej demobilizacji 27 czerwca 1947 roku została wyłączona z aktywnej służby i przeniesiona do rezerwy. Przycumowana została wówczas w Bayonne w stanie New Jersey.
W 1954 roku marynarka rozpoczęła badania nad możliwością przystosowania pancerników typów North Carolina i South Dakota do służby z nowoczesnymi lotniskowcami, co wymagało przede wszystkim zwiększenia prędkości do 31 węzłów. W związku z ustaleniami, że wymagałoby to instalacji siłowni o niemal dwukrotnie większej mocy, a co za tym idzie konieczności przebudowy całej rufowej części okrętów, modernizację taką uznano za zbyt kosztowną i niepraktyczną. 1 czerwca 1960 roku okręt skreślono oficjalnie z listy jednostek floty.
Dzięki przeprowadzonej społecznej zbiórce pieniędzy, przeznaczony do złomowania okręt został wykupiony od marynarki za kwotę 250 000 dolarów i od 3 października 1961 roku udostępniony jest do zwiedzania jako okręt-muzeum w Wilmington w Karolinie Północnej. W odróżnieniu od wielu innych okrętów muzealnych, zwłaszcza zachowanych w roli muzealnej pancerników typu Iowa, które od 1945 roku podlegały kilkakrotnym modernizacjom podczas przywracania ich do służby, „North Carolina” zachowana jest w bardzo dobrym stanie w jej oryginalnej konfiguracji z czasów II wojny światowej.